# NGC 825
NGC 825 (другие обозначения — UGC 1636, MCG 1-6-45, ZWG 413.46, KCPG 56B, PGC 8173) — спиральная галактика (Sa) в созвездии Кит. Открыта Альбертом Мартом в 1863 году. Описание Дрейера: «тусклый, маленький, сильно вытянутый объект».
Располагается на расстоянии примерно 152 миллионах световых лет от Млечного Пути. Расстояние от Солнца до NGC 825 на основании величины красного смещения (z) — 47.9 Мпк. Согласно другим данным расстояние до Солнца так же основанное на измерении величины красного смещения составляет — 73,78 Мпк при погрешности ± 12,758 Мпк, что приблизительно равно 241 миллиону световых лет.
NGC 825 имеет класс яркости I и широкую радиолинию нейтрального водорода.
Этот объект входит в число перечисленных в оригинальной редакции «Нового общего каталога».
Галактика NGC 825 входит в состав группы галактик NGC 825 и является самой большой галактикой в этой группе. Помимо NGC 825 в группу также минимум входят еще четыре галактики IC 208, IC 1776, UGC 1646 и UGC 1649.